# 10865 Thelmaruby
10865 Thelmaruby (1995 SO33) là một tiểu hành tinh vành đai chính được phát hiện ngày 21 tháng 9 năm 1995 bởi Spacewatch ở Kitt Peak. Nó được đặt tên nữ diễn viên Thelma Ruby.